# Powiat lubawski

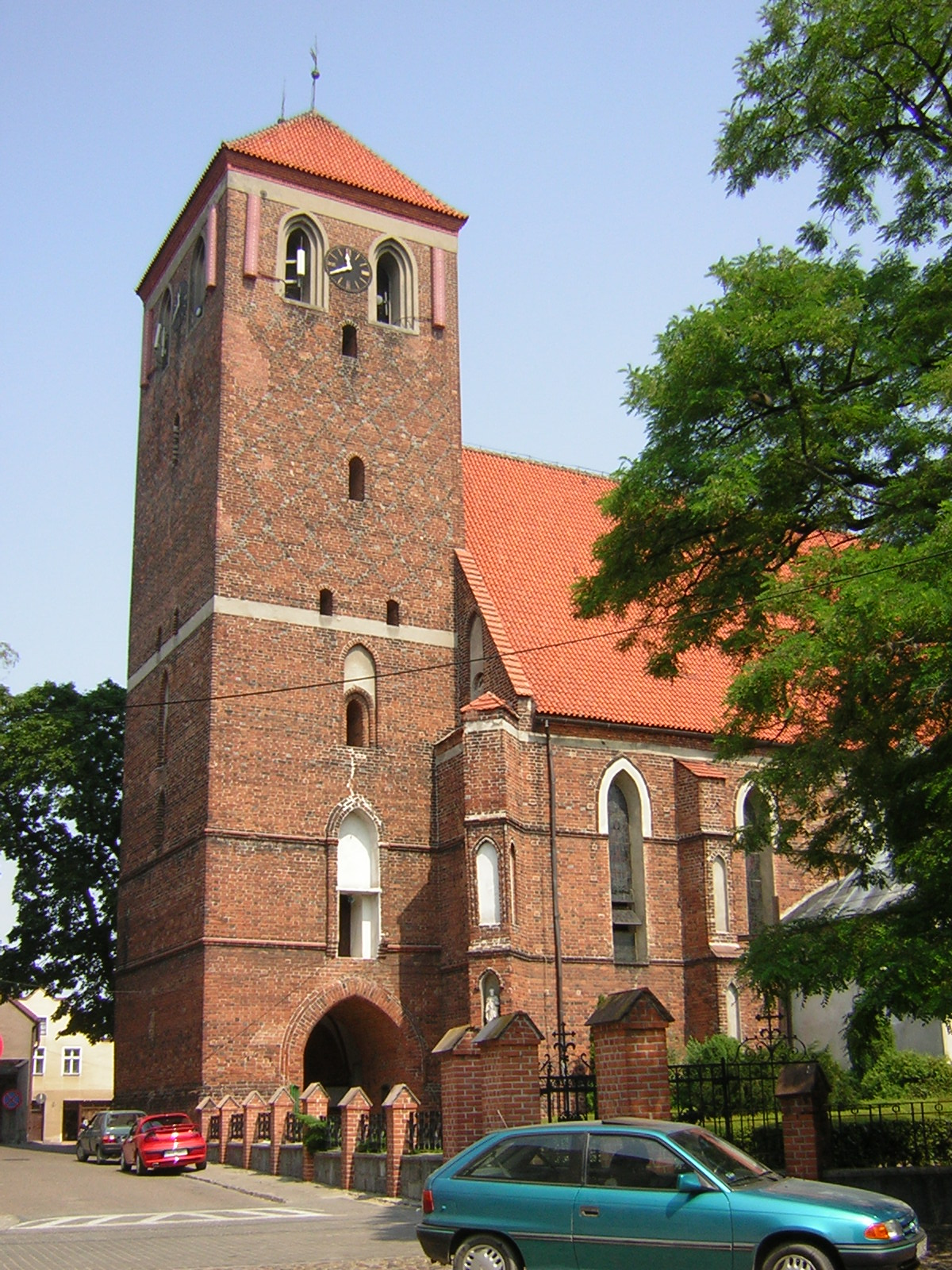
Fara w Lubawie

Powiat lubawski – powiat istniejący w latach 1818–1948 na terenie obecnego województwa warmińsko-mazurskiego, poprzednik obecnego powiatu nowomiejskiego. Mimo że nazwa powiatu wywodzi się od miasta Lubawy, ośrodkiem administracyjnym było ważniejsze pod względem społeczno-gospodarczym Nowe Miasto Lubawskie (dawniej Nowe Miasto nad Drwęcą).

## Historia
Poprzednik powiatu lubawskiego, powiat Löbau powstał już 1 kwietnia 1818 na terenie Prus Zachodnich. Na mocy traktatu wersalskiego z 28 czerwca 1919 powiat został przyłączony do Polski 19 stycznia 1920.
W okresie międzywojennym i tuż po II wojnie światowej powiat należał do województwa pomorskiego z siedzibą w Toruniu i był powiatem przygranicznym (na odcinku ok. 100 km). Był jednym z najrdzenniej polskich powiatów o wskaźniku 96,6% ludności polskiej. Po wojnie siedzibą powiatowej rady narodowej przejściowo została Lubawa, jako najsilniejszy ośrodek polski (w Nowym Mieście urzędował landrat pruski).
12 marca 1948 zmieniono nazwę powiatu na powiat nowomiejski, który w 1950 przeniesiono do województwa olsztyńskiego (po raz pierwszy w dziejach Lubawy i Nowego Miasta Lubawskiego, miasta te podlegały pod Olsztyn). W 1975 roku, w związku z nową reformą administracyjną, oba silnie ze sobą związane miasta rozdzielono pomiędzy nowe województwo olsztyńskie i województwo toruńskie. W 1999 podział ten zachowano przez przyłączenie Lubawy do powiatu iławskiego i utworzenia powiatu nowomiejskiego z siedzibą w Nowym Mieście (chociaż znów w tym samym województwie).

## Starostowie
- Władysław Skłodowski (–1932)[2]